# Sipoo
Sipoo (en sueco Sibbo) es un municipio de Finlandia. Su cabecera es Nikkilä (Nickby).
Es el vecino oriental de la ciudad de Helsinki, y de hecho forma parte de su área metropolitana. Está localizado en la región de Uusimaa del Este. El municipio tiene una población aproximada de 18,802 habitantes (agosto de 2013), y cubre un área de 366,75 km² de los cuales 2,65 km² son agua. La densidad de población es de 55 habitantes por km².
El municipio alguna vez casi completamente sueco-parlante, es desde 1953 bilingüe, siendo la mayoría fino-parlantes desde 2003 a causa del crecimiento de inmigrantes de otras partes de Finlandia.

## Ciudades hermanadas
- Noruega: Aurskog-Høland
- Dinamarca: Frederikssund
- Suecia: Kumla
- Estonia: Kuusalu